# NGC 4466
NGC 4466 este o galaxie spirală situată în constelația Fecioara. A fost descoperită în 26 februarie 1851 de către Heinrich Louis d'Arrest. Se află la o distanță de 30,9 de megaparseci de Pământ.